# Peperomia retropuberula
Peperomia retropuberula är en pepparväxtart som beskrevs av Truman George Yuncker. Peperomia retropuberula ingår i släktet peperomior, och familjen pepparväxter. Inga underarter finns listade i Catalogue of Life.